# Zischkaia
Genre
Zischkaia est un genre sud-américain de lépidoptères (papillons) de la famille des Nymphalidae et de la sous-famille des Satyrinae.

## Systématique
Le genre Zischkaia a été décrit par l'entomologiste allemand Walter Forster en 1964.
Son espèce type est Euptychia fumata Butler, 1867, qui est un synonyme de Zischkaia pacarus (Godart, [1824]).

## Liste des espèces
D'après FUNET Tree of Life (7 avril 2019) :
- Zischkaia amalda (Weymer, 1911) — Amazonie, Bolivie.
- Zischkaia mima (Butler, 1867) — Équateur, Brésil.
- Zischkaia pacarus (Godart, [1824]) — Brésil.
- Zischkaia saundersii (Butler, 1867) — Brésil.

### Publication originale
(de) Walter Forster, « Beiträge zur Kenntnis der Insektenfauna Boliviens XIX. Lepidoptera III. Satyridae », Veröffentlichungen der Zoologischen Staatssammlung München, vol. 8,‎ 1964, p. 51-188 (ISSN 0077-2135, lire en ligne).